# Flavia
Flavia  è un nome proprio di persona italiano femminile.

## Varianti
- Maschili: Flavio[1][2][3]

### Varianti in altre lingue
- Catalano: Flàvia
- Francese: Flavie[2]
- Latino: Flavia[2]
- Polacco: Flawia
- Portoghese: Flávia[2]
- Rumeno: Flavia[2]
- Russo: Флавия (Flavija)
- Spagnolo: Flavia[2]
- Ucraino: Флавія (Flavija)
- Ungherese: Flávia

## Origine e diffusione
Deriva dal cognomen e poi praenomen romano Flavia, femminile di Flavius; si basa sul termine latino flavus, che significa "dorato", "biondo".

## Onomastico
L'onomastico si può festeggiare in memoria di più sante, alle date seguenti: 
- 7 maggio, santa Flavia Domitilla, nipote di Vespasiano, forse martire a Terracina[5][6]
- 3 giugno, santa Flavia, martire a Roma[5]
- 3 agosto, santa Flavia, vergine di Vercelli, commemorata con le sorelle Licinia, Leonzia e Ampelia[7]
- 5 ottobre, santa Flavia, vergine e martire a Messina con i fratelli Placido (abate benedettino), Eutichio e Vittorino e altri compagni, per mano di pirati vandali di religione ariana.[5]

## Persone

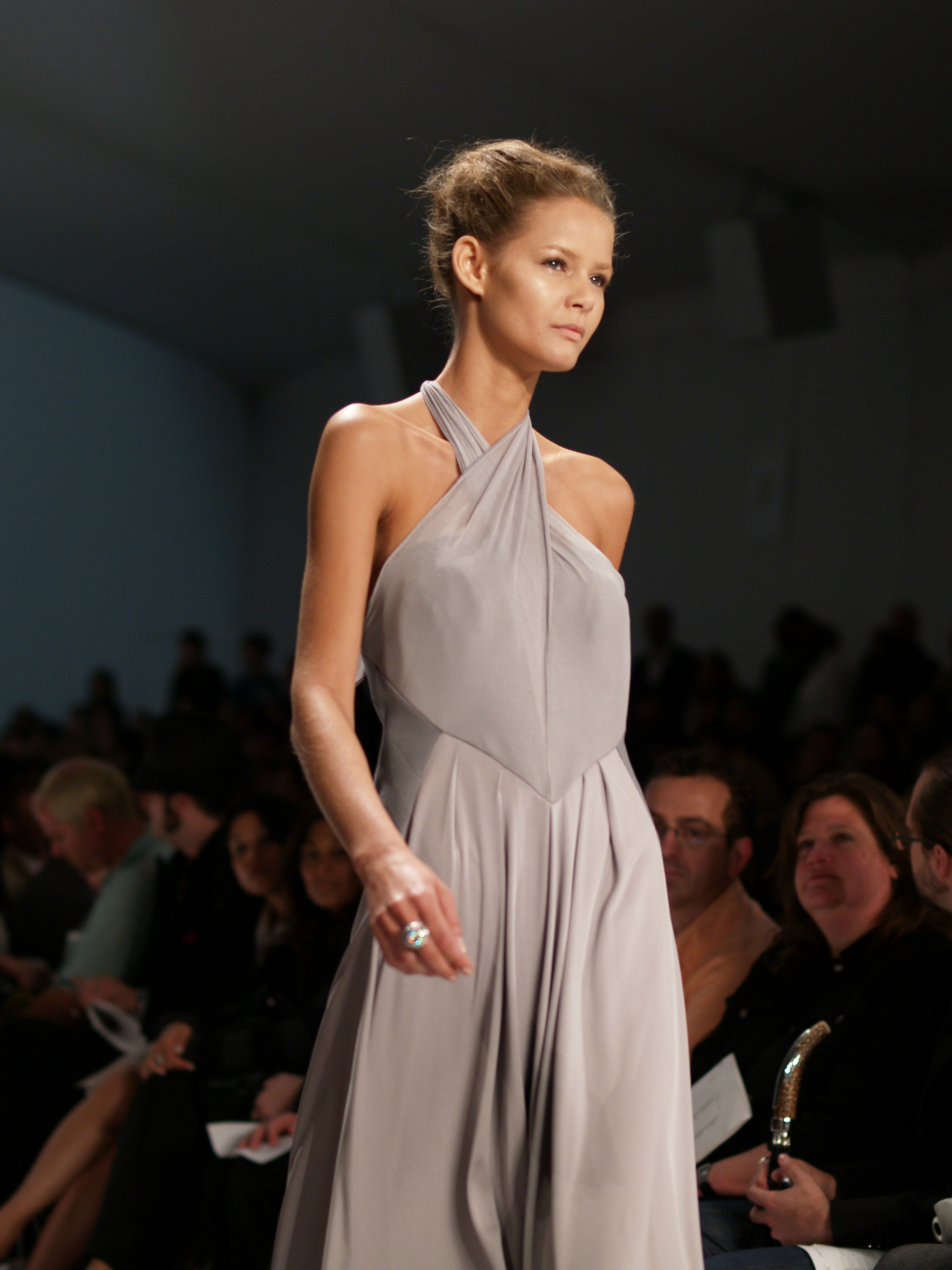
Flavia de Oliveira

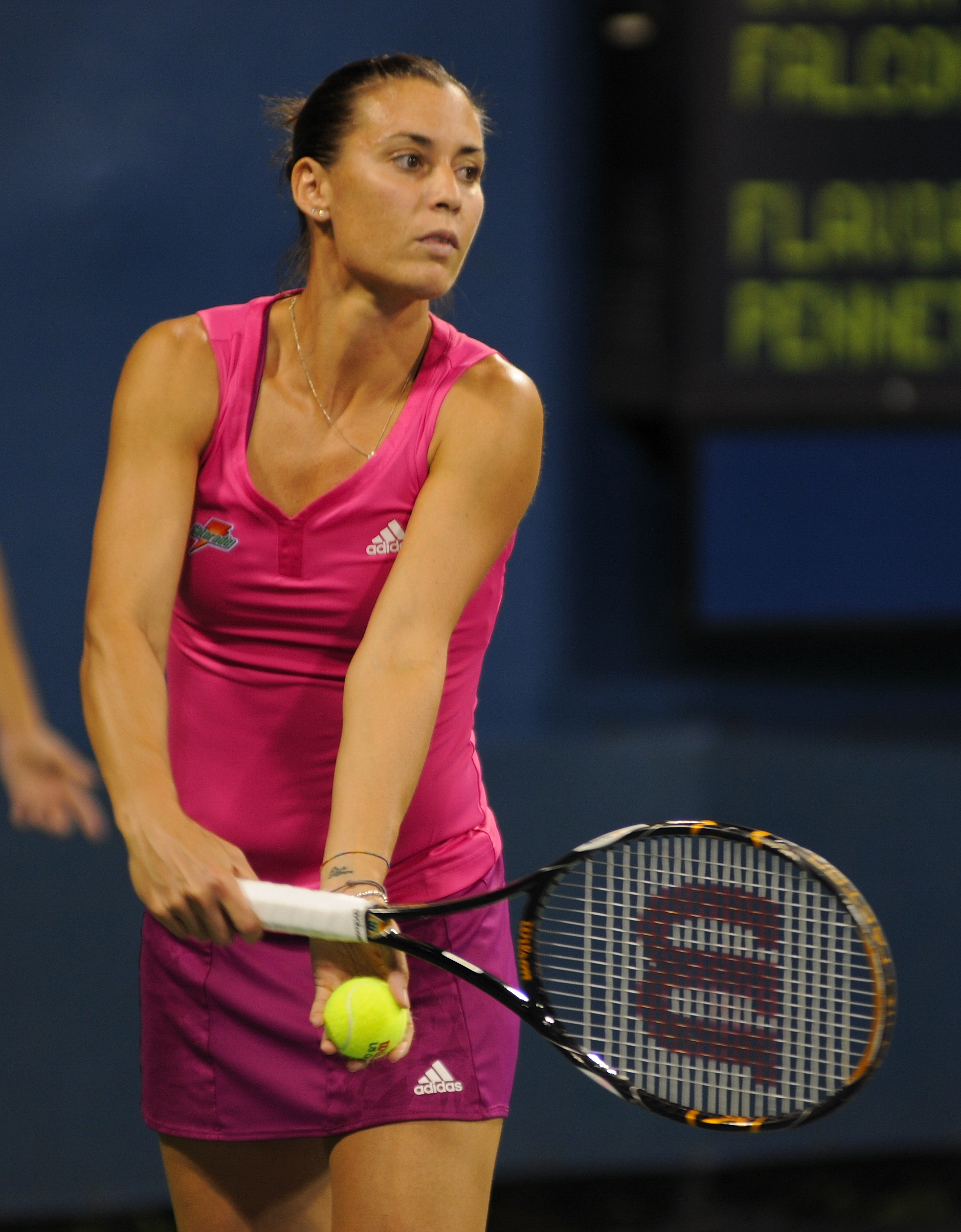
Flavia Pennetta

- Flavia Arrigoni, paroliera italiana
- Flavia Astolfi, cantante, ballerina e attrice italiana
- Flavia Bujor, scrittrice francese
- Flavia Cercato, conduttrice televisiva e conduttrice radiofonica italiana
- Flavia D'Angeli, politica e docente italiana
- Flavia de Oliveira, modella brasiliana
- Flavia Durand, pittrice italiana
- Flavia Fortunato, cantante e conduttrice televisiva italiana
- Flavia Lattanzi, accademica, giurista e giudice italiana
- Flavia Paulon, critica cinematografica, giornalista, sceneggiatrice e scrittrice italiana
- Flavia Pennetta, tennista italiana
- Flavia Perina, politica e giornalista italiana
- Flavia Piccoli Nardelli, politica italiana
- Flavia Rigamonti, nuotatrice svizzera
- Flavia Steno, giornalista e scrittrice italiana
- Flavia Vento, showgirl italiana

### Antiche romane
- Flavia Domitilla maggiore, moglie di Vespasiano e madre di Tito e Domiziano
- Flavia Domitilla minore, augusta dell'Impero romano, figlia di Flavia Domitilla maggiore e di Vespasiano
- Flavia Domitilla, figlia di Flavia Domitilla minore e santa
- Flavia Giulia Costanza, figlia di Costanzo Cloro
- Flavia Giulia Elena, venerata dai cristiani come sant'Elena, augusta dell'Impero romano, moglie dei Costanzo Cloro e madre di Costantino I
- Flavia Massima Faustina Costanza, figlia postuma di Costanzo II e moglie di Graziano
- Flavia Massimiana Teodora, moglie di Costanzo Cloro e augusta dell'Impero romano
- Flavia Titiana, moglie di Pertinace

### Variante Flávia
- Flávia Delaroli, nuotatrice brasiliana
- Flávia Luiza de Souza dos Santos, cestista brasiliana
- Flávia Roberta Francelino Prado, cestista brasiliana naturalizzata italiana

## Il nome nelle arti
- Nella commedia dell'arte, la maschera di Flavio e Flavia appartiene alla fitta schiera degli Innamorati, caratterizzata da fascino e buona cultura letteraria.
- Flavia Ayroldi è un personaggio della serie televisiva R.I.S. - Delitti imperfetti.
- Flavia Danieli è un personaggio della serie televisiva Rosso San Valentino.
- Flavia de Luce è un personaggio del romanzo di Alan Bradley Flavia de Luce e il delitto nel campo dei cetrioli.
- Flavia Gaetani è un personaggio del film del 1974 Flavia, la monaca musulmana, diretto da Gianfranco Mingozzi.